# Llista de topònims de Capolat
Llista de topònims (noms propis de lloc) del municipi de Capolat, al Berguedà
Informació actualitzada per un bot. Els canvis manuals es perdran quan s'actualitzi!

## abric rocós
| imatge | Nom         | Ubicat a | instància de | Detalls | coordenades                                                         | Protecció | Commons (més fotos) | Dades a WD                    |
| ------ | ----------- | -------- | ------------ | ------- | ------------------------------------------------------------------- | --------- | ------------------- | ----------------------------- |
|        | Balma Negra | Capolat  | abric rocós  |         | 42° 05′ 11″ N, 1° 52′ 49″ E / 42.0864296198942°N,1.88031101120795°E |           |                     | Modifica les dades a Wikidata |
|        | Barnoia     | Capolat  | abric rocós  |         | 42° 04′ 40″ N, 1° 41′ 21″ E / 42.0778136511764°N,1.68925999633301°E |           |                     | Modifica les dades a Wikidata |
|        | la Pererada | Capolat  | abric rocós  |         | 42° 04′ 15″ N, 1° 45′ 36″ E / 42.070826761298°N,1.75993624712877°E  |           |                     | Modifica les dades a Wikidata |

## collada
| imatge | Nom                | Ubicat a | instància de               | Detalls | coordenades                                                         | Protecció | Commons (més fotos) | Dades a WD                    |
| ------ | ------------------ | -------- | -------------------------- | ------- | ------------------------------------------------------------------- | --------- | ------------------- | ----------------------------- |
|        | Coll de Jonquerals | Capolat  | collada                    |         | 42° 06′ 19″ N, 1° 42′ 37″ E / 42.1054°N,1.71021°E 1031.1 msnm       |           |                     | Modifica les dades a Wikidata |
|        | la Creueta         | Capolat  | collada intersecció viària |         | 42° 04′ 43″ N, 1° 44′ 54″ E / 42.0786173748212°N,1.74833597109253°E |           |                     | Modifica les dades a Wikidata |

## curs d'aigua
| imatge | Nom                           | Ubicat a                                                         | instància de | Detalls                                                       | coordenades | Protecció | Commons (més fotos)             | Dades a WD                    |
| ------ | ----------------------------- | ---------------------------------------------------------------- | ------------ | ------------------------------------------------------------- | --- | --------- | ------------------------------- | ----------------------------- |
|        | Aigua de la Corba             | Capolat Castellar del Riu                                        | curs d'aigua | Desemboca: riu del Coll de Jouet Llarg: 5.06km Conca: 1340ha  | 42° 08′ 01″ N, 1° 45′ 13″ E / 42.133577°N,1.753564°E 42° 06′ 49″ N, 1° 42′ 46″ E / 42.113606°N,1.712836°E                                    |           |                                 | Modifica les dades a Wikidata |
|        | rasa de Boixedera             | Capolat l'Espunyola                                              | curs d'aigua | Desemboca: riera de l'Hospital Llarg: 4.78km Conca: 552.7ha   | 42° 05′ 25″ N, 1° 43′ 31″ E / 42.090373°N,1.725203°E 42° 03′ 04″ N, 1° 43′ 27″ E / 42.051004°N,1.724221°E                                    |           |                                 | Modifica les dades a Wikidata |
|        | rasa de Tresserra             | Capolat l'Espunyola                                              | curs d'aigua | Desemboca: riera de l'Hospital Llarg: 5.28km Conca: 729.4ha   | 42° 05′ 21″ N, 1° 43′ 50″ E / 42.089064°N,1.730659°E 42° 02′ 50″ N, 1° 43′ 46″ E / 42.04718°N,1.729445°E                                     |           |                                 | Modifica les dades a Wikidata |
|        | rasa de cal Catriques         | Navès Capolat                                                    | curs d'aigua | Desemboca: Aigua d'Ora Llarg: 2.45km Conca: 190ha             | 42° 04′ 29″ N, 1° 41′ 43″ E / 42.074672°N,1.695263°E 42° 05′ 35″ N, 1° 41′ 14″ E / 42.092961°N,1.687185°E                                    |           | Rasa de cal Catriques           | Modifica les dades a Wikidata |
|        | rasa de la Font de Cal Rínxol | Capolat Montmajor                                                | curs d'aigua | Desemboca: riera de l'Hospital Llarg: 2.67km Conca: 113.1ha   | 42° 03′ 00″ N, 1° 42′ 20″ E / 42.05006°N,1.705422°E 42° 02′ 04″ N, 1° 43′ 29″ E / 42.034529°N,1.724807°E                                     |           |                                 | Modifica les dades a Wikidata |
|        | rasa de la Font del Forn      | Navès Capolat                                                    | curs d'aigua | Desemboca: riu del Coll de Jouet Llarg: 1.64km Conca: 88ha    | 42° 06′ 03″ N, 1° 42′ 41″ E / 42.100894°N,1.711336°E 42° 06′ 39″ N, 1° 43′ 00″ E / 42.110851°N,1.716762°E                                    |           |                                 | Modifica les dades a Wikidata |
|        | rasa del Salt                 | Montclar Capolat l'Espunyola                                     | curs d'aigua | Desemboca: riera de Navel Llarg: 6km Conca: 797ha             | 42° 04′ 36″ N, 1° 45′ 07″ E / 42.076601°N,1.751979°E 42° 01′ 57″ N, 1° 45′ 45″ E / 42.032587°N,1.762384°E                                    |           |                                 | Modifica les dades a Wikidata |
|        | riera de Navel                | Capolat l'Espunyola Montclar Montmajor Viver i Serrateix Cardona | curs d'aigua | Desemboca: Cardener Llarg: 28.6km Conca: 109.15km²            | 41° 54′ 37″ N, 1° 42′ 46″ E / 41.91041194444445°N,1.7127788888888889°E 42° 05′ 16″ N, 1° 45′ 10″ E / 42.08785805555556°N,1.752678888888889°E |           | Riera de Navel                  | Modifica les dades a Wikidata |
|        | riu del Coll de Jouet         | Capolat Guixers                                                  | curs d'aigua | Desemboca: Aigua d'Ora Llarg: 6km                             | 42° 05′ 41″ N, 1° 45′ 50″ E / 42.09477805555556°N,1.76379°E 42° 06′ 50″ N, 1° 42′ 32″ E / 42.113928055555554°N,1.7088219444444444°E          |           |                                 | Modifica les dades a Wikidata |
|        | torrent de Cal Bisbe          | Capolat                                                          | curs d'aigua | Desemboca: rasa de Tresserra Llarg: 1.9km Conca: 184ha        | 42° 05′ 21″ N, 1° 44′ 15″ E / 42.089245°N,1.737407°E 42° 04′ 25″ N, 1° 44′ 17″ E / 42.073739°N,1.738083°E                                    |           |                                 | Modifica les dades a Wikidata |
|        | torrent de Castellar          | Castellar del Riu Capolat                                        | curs d'aigua | Desemboca: riu del Coll de Jouet Llarg: 5.05km Conca: 13.4km² | 42° 07′ 25″ N, 1° 46′ 19″ E / 42.12348°N,1.771867°E 42° 06′ 14″ N, 1° 43′ 56″ E / 42.103817°N,1.732336°E                                     |           | Torrent de Castellar (Berguedà) | Modifica les dades a Wikidata |

## entitat singular de població
| imatge | Nom                    | Ubicat a | instància de                                   | Detalls | coordenades                                                                  | Protecció | Commons (més fotos) | Dades a WD                    |
| ------ | ---------------------- | -------- | ---------------------------------------------- | ------- | ---------------------------------------------------------------------------- | --------- | ------------------- | ----------------------------- |
|        | Capolat                | Capolat  | entitat singular de població capital municipal | 14 hab  | 42° 04′ 42″ N, 1° 45′ 11″ E / 42.078365°N,1.752938°E                         |           |                     | Modifica les dades a Wikidata |
|        | Llinars                | Capolat  | entitat singular de població                   | 14 hab  | 42° 06′ 34″ N, 1° 42′ 54″ E / 42.1094912870687°N,1.71496284757208°E 920 msnm |           |                     | Modifica les dades a Wikidata |
|        | Rossinyol i Coforb     | Capolat  | entitat singular de població                   | 38 hab  | 42° 05′ 27″ N, 1° 47′ 31″ E / 42.0907292940991°N,1.79188163385499°E 985 msnm |           | Rossinyol i Coforb  | Modifica les dades a Wikidata |
|        | Sant Andreu de Farners | Capolat  | entitat singular de població                   | 16 hab  | 42° 05′ 14″ N, 1° 46′ 54″ E / 42.087287°N,1.781616°E 1108 msnm               |           |                     | Modifica les dades a Wikidata |
|        | Travil                 | Capolat  | entitat singular de població                   | 10 hab  | 42° 04′ 46″ N, 1° 42′ 59″ E / 42.07944444°N,1.71638889°E 1275 msnm           |           | Travil              | Modifica les dades a Wikidata |

## església
| imatge | Nom                                | Ubicat a | instància de                      | Detalls                                  | coordenades | Protecció                                  | Commons (més fotos)       | Dades a WD                    |
| ------ | ---------------------------------- | -------- | --------------------------------- | ---------------------------------------- | --- | ------------------------------------------ | ------------------------- | ----------------------------- |
|        | Sant Andreu de la Serreta          | Capolat  | església                          | Estil: arquitectura romànica             | 42° 05′ 14″ N, 1° 46′ 54″ E / 42.0873°N,1.78161°E ca:Plans de la Serreta 1108 msnm                               | bé cultural d'interès local                | Sant Andreu de la Serreta | Modifica les dades a Wikidata |
|        | Sant Martí de Capolat              | Capolat  | església                          | Estil: arquitectura barroca              | 42° 04′ 42″ N, 1° 45′ 11″ E / 42.0782°N,1.75305°E ca:Zona de Capolat, Sant Martí de Capolat.                     | bé integrant del patrimoni cultural català | Sant Martí de Capolat     | Modifica les dades a Wikidata |
|        | Sant Martí de Coforb               | Capolat  | església                          | Estil: arquitectura popular 19th century | 42° 05′ 28″ N, 1° 47′ 32″ E / 42.0911°N,1.79223°E ca:Ctra. Berga - St. Llorenç de Morunys, km 5,5 pista 986 msnm | bé integrant del patrimoni cultural català | Sant Martí de Coforb      | Modifica les dades a Wikidata |
|        | Sant Salvador de Mata              | Capolat  | església                          | Estil: art preromànic                    | 42° 03′ 42″ N, 1° 46′ 55″ E / 42.0616°N,1.78186°E Sant Salvador                                                  | bé integrant del patrimoni cultural català |                           | Modifica les dades a Wikidata |
|        | Sant Serni de Terrers              | Capolat  | església                          | Estil: arquitectura romànica             | 42° 06′ 28″ N, 1° 43′ 48″ E / 42.1079°N,1.73009°E ca:Zona de Terrers, Torre de la Torrers.                       | bé integrant del patrimoni cultural català | Sant Serni de Terrers     | Modifica les dades a Wikidata |
|        | Santuari dels Tossals              | Capolat  | església edifici històric capella | Estil: arquitectura popular              | 42° 05′ 19″ N, 1° 45′ 14″ E / 42.0885°N,1.75387°E                                                                | bé cultural d'interès local                | Santuari dels Tossals     | Modifica les dades a Wikidata |
|        | església de Sant Quintí de Taravil | Capolat  | església                          | Estil: arquitectura popular              | 42° 04′ 46″ N, 1° 42′ 59″ E / 42.079469°N,1.716355°E                                                             | bé integrant del patrimoni cultural català | Sant Quintí de Taravil    | Modifica les dades a Wikidata |

## font
| imatge | Nom                  | Ubicat a | instància de | Detalls      | coordenades | Protecció | Commons (més fotos) | Dades a WD                    |
| ------ | -------------------- | -------- | ------------ | ------------ | --- | --------- | ------------------- | ----------------------------- |
|        | font de Canaleges    | Capolat  | font         |              | 42° 04′ 14″ N, 1° 45′ 56″ E / 42.0706082157839°N,1.76556133054312°E                                                                                                  |           |                     | Modifica les dades a Wikidata |
|        | font de l'Avellaneda | Capolat  | font         |              | 42° 04′ 59″ N, 1° 44′ 20″ E / 42.0830718139458°N,1.73895107709762°E                                                                                                  |           |                     | Modifica les dades a Wikidata |
|        | font de la Salut     | Capolat  | font         | 20th century | 42° 05′ 03″ N, 1° 43′ 15″ E / 42.084037278627°N,1.7209140737524°E ca:Està situada a la costa de la serra dels Tossals, a la zona occidental del municipi de Capolat. |           |                     | Modifica les dades a Wikidata |

## indret
| imatge | Nom                 | Ubicat a                | instància de | Detalls | coordenades                                                                                 | Protecció | Commons (més fotos) | Dades a WD                    |
| ------ | ------------------- | ----------------------- | ------------ | ------- | ------------------------------------------------------------------------------------------- | --------- | ------------------- | ----------------------------- |
|        | Cingles de Travil   | Navès Capolat Montmajor | indret       |         | 42° 04′ 13″ N, 1° 41′ 49″ E / 42.07016111°N,1.69681389°E Muntanya de Taravil 1200 1350 msnm |           | Cingles de Taravil  | Modifica les dades a Wikidata |
|        | Muntanya de Taravil | Navès Capolat           | indret       |         | 42° 05′ 51″ N, 1° 41′ 46″ E / 42.0974°N,1.69623°E 1526 msnm                                 |           | Muntanya de Taravil | Modifica les dades a Wikidata |

## masia
| imatge | Nom                   | Ubicat a | instància de | Detalls                                  | coordenades | Protecció                                  | Commons (més fotos)        | Dades a WD                    |
| ------ | --------------------- | -------- | ------------ | ---------------------------------------- | --- | ------------------------------------------ | -------------------------- | ----------------------------- |
|        | Ca l'Esquitlla        | Capolat  | masia        |                                          | 42° 04′ 59″ N, 1° 41′ 30″ E / 42.0831458078429°N,1.69166498706997°E |                                            |                            | Modifica les dades a Wikidata |
|        | Ca la Bruta           | Capolat  | masia        | 20th century                             | 42° 05′ 38″ N, 1° 46′ 04″ E / 42.0939125162407°N,1.76769719988106°E ca:Es troba a l'antiga parròquia de Sant Serni de Terrers, a l'extrem nord-occidental de l'actual municipi de Capolat.                                |                                            |                            | Modifica les dades a Wikidata |
|        | Cal Bertran           | Capolat  | masia        |                                          | 42° 04′ 39″ N, 1° 42′ 32″ E / 42.07759898015°N,1.7089544003754°E ca:Es troba en territori de l'antiga parròquia de Sant Quintí de Travil, a l'extrem occidental de l'actual municipi de Capolat. 1271 msnm                |                                            | Cal Bertran (Capolat)      | Modifica les dades a Wikidata |
|        | Cal Déu               | Capolat  | masia        |                                          | 42° 06′ 14″ N, 1° 46′ 52″ E / 42.1039810951849°N,1.78114441601571°E |                                            |                            | Modifica les dades a Wikidata |
|        | Cal Fragalló          | Capolat  | masia        |                                          | 42° 06′ 41″ N, 1° 43′ 01″ E / 42.111486355132°N,1.71699088295595°E 896 msnm |                                            |                            | Modifica les dades a Wikidata |
|        | Cal Guineu            | Capolat  | masia        |                                          | 42° 06′ 31″ N, 1° 43′ 11″ E / 42.1085890218663°N,1.7196497432399°E |                                            |                            | Modifica les dades a Wikidata |
|        | Cal Llangot           | Capolat  | masia        |                                          | 42° 04′ 35″ N, 1° 45′ 07″ E / 42.076255°N,1.751823°E 1258 msnm |                                            | Cal Llangot (Capolat)      | Modifica les dades a Wikidata |
|        | Cal Llargut           | Capolat  | masia        |                                          | 42° 04′ 35″ N, 1° 45′ 07″ E / 42.0763330770736°N,1.75194708625082°E |                                            |                            | Modifica les dades a Wikidata |
|        | Cal Molsa             | Capolat  | masia        |                                          | 42° 04′ 19″ N, 1° 41′ 59″ E / 42.0718623824727°N,1.69971771375159°E |                                            |                            | Modifica les dades a Wikidata |
|        | Cal Penjarella        | Capolat  | masia        | Estat: ruïnós                            | 42° 04′ 21″ N, 1° 45′ 02″ E / 42.0724006400484°N,1.75059773873667°E 1267 msnm |                                            | Cal Penjarella             | Modifica les dades a Wikidata |
|        | Cal Portet            | Capolat  | masia        |                                          | 42° 06′ 20″ N, 1° 47′ 38″ E / 42.1054575732225°N,1.79387576225962°E 1346 msnm |                                            | Cal Portet                 | Modifica les dades a Wikidata |
|        | Cal Quico             | Capolat  | masia        |                                          | 42° 05′ 05″ N, 1° 47′ 32″ E / 42.08481013535°N,1.7922318101849°E |                                            |                            | Modifica les dades a Wikidata |
|        | Cal Sant              | Capolat  | masia        |                                          | 42° 04′ 44″ N, 1° 42′ 34″ E / 42.078925539804°N,1.7094867770048°E 1299 msnm |                                            | Cal Sant (Capolat)         | Modifica les dades a Wikidata |
|        | Cal Solanelles        | Capolat  | masia        |                                          | 42° 05′ 27″ N, 1° 46′ 29″ E / 42.090763°N,1.774635°E 1119 msnm |                                            |                            | Modifica les dades a Wikidata |
|        | Can Barons            | Capolat  | masia        |                                          | 42° 04′ 46″ N, 1° 47′ 13″ E / 42.0795094885525°N,1.78695646821682°E |                                            |                            | Modifica les dades a Wikidata |
|        | Can Quirze            | Capolat  | masia        |                                          | 42° 06′ 40″ N, 1° 42′ 58″ E / 42.1110449536223°N,1.71617729428261°E |                                            |                            | Modifica les dades a Wikidata |
|        | Can Serreta           | Capolat  | masia        |                                          | 42° 05′ 34″ N, 1° 48′ 21″ E / 42.0928385823881°N,1.8058200025908°E |                                            |                            | Modifica les dades a Wikidata |
|        | Can Viladomat         | Capolat  | masia        |                                          | 42° 05′ 44″ N, 1° 47′ 51″ E / 42.095653°N,1.797626°E 1022 msnm |                                            | Can Viladomat (Capolat)    | Modifica les dades a Wikidata |
|        | Casa d'en Blanc       | Capolat  | masia        |                                          | 42° 06′ 46″ N, 1° 44′ 22″ E / 42.112653056167°N,1.73936873003946°E 1045 msnm |                                            | Casa d'en Blanc            | Modifica les dades a Wikidata |
|        | Casa del Pla          | Capolat  | masia        |                                          | 42° 04′ 45″ N, 1° 47′ 49″ E / 42.0792717930236°N,1.7968864449632°E |                                            |                            | Modifica les dades a Wikidata |
|        | Cases Garreta         | Capolat  | masia        |                                          | 42° 05′ 18″ N, 1° 47′ 03″ E / 42.0882598410153°N,1.78404505577365°E |                                            |                            | Modifica les dades a Wikidata |
|        | Casòliba              | Capolat  | masia        |                                          | 42° 04′ 44″ N, 1° 42′ 59″ E / 42.079°N,1.71629°E ca:Es troba en territori de l'antiga parròquia de Sant Quintí de Taravil, a l'extrem occidental de l'actual municipi de Capolat. 1273 msnm                               |                                            | Casòliba                   | Modifica les dades a Wikidata |
|        | Comamorera            | Capolat  | masia        |                                          | 42° 04′ 08″ N, 1° 45′ 22″ E / 42.0687771771085°N,1.75613233352921°E ca:Zona de Capolat. 1209 msnm |                                            | Comamorera                 | Modifica les dades a Wikidata |
|        | Cortics               | Capolat  | masia        |                                          | 42° 05′ 17″ N, 1° 46′ 09″ E / 42.088167831838°N,1.7691951485972°E |                                            |                            | Modifica les dades a Wikidata |
|        | Gragés                | Capolat  | masia        |                                          | 42° 05′ 04″ N, 1° 46′ 04″ E / 42.084491°N,1.767796°E ca:Zona de Capolat. 1189 msnm |                                            |                            | Modifica les dades a Wikidata |
|        | Marmons               | Capolat  | masia        |                                          | 42° 04′ 41″ N, 1° 46′ 33″ E / 42.078041623393°N,1.77594696574695°E ca:Zona de Capolat. |                                            |                            | Modifica les dades a Wikidata |
|        | Runers                | Capolat  | masia        |                                          | 42° 04′ 54″ N, 1° 44′ 47″ E / 42.081616154765°N,1.7463512183217°E ca:Zona de Capolat, al serrat de Runers, a la serra dels Tossals. 1261 msnm                                                                             |                                            | Runers                     | Modifica les dades a Wikidata |
|        | Torneula              | Capolat  | masia        |                                          | 42° 04′ 03″ N, 1° 46′ 36″ E / 42.0674218613385°N,1.77667077606792°E ca:Zona de Capolat. |                                            |                            | Modifica les dades a Wikidata |
|        | Torre de Terrers      | Capolat  | masia        | Estil: arquitectura popular              | 42° 06′ 28″ N, 1° 43′ 47″ E / 42.1079°N,1.72981°E | bé integrant del patrimoni cultural català | Masia de Terrers (Capolat) | Modifica les dades a Wikidata |
|        | Tresserra             | Capolat  | masia        | Estil: arquitectura popular 18th century | 42° 04′ 58″ N, 1° 43′ 45″ E / 42.082886°N,1.729248°E 1273 msnm | bé integrant del patrimoni cultural català | Tresserra (Capolat)        | Modifica les dades a Wikidata |
|        | el Puig               | Capolat  | masia        | Estil: arquitectura popular 17th century | 42° 04′ 13″ N, 1° 44′ 51″ E / 42.0702°N,1.74749°E ca:Zona de Capolat, a l’extrem meridional del morral del Puig. 1272 msnm                                                                                                | bé integrant del patrimoni cultural català | El Puig (Capolat)          | Modifica les dades a Wikidata |
|        | la Cantina            | Capolat  | masia        |                                          | 42° 06′ 31″ N, 1° 43′ 22″ E / 42.1086154634865°N,1.72283019773835°E |                                            |                            | Modifica les dades a Wikidata |
|        | la Casanova de Foubes | Capolat  | masia        |                                          | 42° 04′ 26″ N, 1° 45′ 48″ E / 42.0738184336193°N,1.7634199092141°E |                                            |                            | Modifica les dades a Wikidata |
|        | la Closa              | Capolat  | masia        |                                          | 42° 04′ 47″ N, 1° 46′ 45″ E / 42.0797516112305°N,1.77921454417104°E ca:Zona de Capolat. |                                            |                            | Modifica les dades a Wikidata |
|        | la Coma               | Capolat  | masia        |                                          | 42° 04′ 56″ N, 1° 46′ 58″ E / 42.082163°N,1.782759°E ca:La Coma es troba a l'extrem meridional d'un cap de serrat, a la zona de l'antiga parròquia de Sant Andreu de Farners, a la part oriental del municipi de Capolat. |                                            |                            | Modifica les dades a Wikidata |
|        | la Mesquita           | Capolat  | masia        |                                          | 42° 05′ 54″ N, 1° 46′ 23″ E / 42.0984357295208°N,1.77293057834034°E |                                            |                            | Modifica les dades a Wikidata |
|        | la Ribera             | Capolat  | masia        |                                          | 42° 06′ 51″ N, 1° 42′ 53″ E / 42.1141629879841°N,1.71473540848032°E ca:Casa situada sobre un turó, entre el riu de Terrers i el torrent de la Corba. Es troba a l'antiga parròquia de Sant Serni de Terrers.              |                                            |                            | Modifica les dades a Wikidata |
|        | la Solana             | Capolat  | masia        | 19th century                             | 42° 05′ 53″ N, 1° 45′ 10″ E / 42.0981902160691°N,1.75266737074779°E ca:Zona dels Emprius de Capolat. |                                            |                            | Modifica les dades a Wikidata |
|        | la Torre              | Capolat  | masia        |                                          | 42° 06′ 33″ N, 1° 43′ 18″ E / 42.1091956031438°N,1.72154856322016°E |                                            |                            | Modifica les dades a Wikidata |
|        | la Vila               | Capolat  | masia        |                                          | 42° 05′ 00″ N, 1° 45′ 17″ E / 42.083235°N,1.754753°E ca:Zona de Capolat. 1237 msnm |                                            | La Vila (Capolat)          | Modifica les dades a Wikidata |
|        | les Fonts             | Capolat  | masia        |                                          | 42° 04′ 01″ N, 1° 45′ 04″ E / 42.067037562017°N,1.7510292714215°E ca:Zona de Capolat. |                                            |                            | Modifica les dades a Wikidata |
|        | les Guixeres          | Capolat  | masia        |                                          | 42° 05′ 49″ N, 1° 46′ 09″ E / 42.0970526271358°N,1.76908753973435°E ca:Es troba a la zona de l'antiga parròquia de Sant Andreu de Farners, a la part oriental del municipi de Capolat.                                    |                                            |                            | Modifica les dades a Wikidata |

## muntanya
| imatge | Nom                  | Ubicat a                  | instància de | Detalls | coordenades                                                                            | Protecció | Commons (més fotos)   | Dades a WD                    |
| ------ | -------------------- | ------------------------- | ------------ | ------- | -------------------------------------------------------------------------------------- | --------- | --------------------- | ----------------------------- |
|        | Cap dels Plans       | Capolat                   | muntanya     |         | 42° 04′ 06″ N, 1° 42′ 21″ E / 42.06822194°N,1.70591667°E 1384 msnm                     |           | Cap dels Plans        | Modifica les dades a Wikidata |
|        | Puig Gertell         | Capolat Navès             | muntanya     |         | 42° 04′ 32″ N, 1° 41′ 28″ E / 42.07541944°N,1.69113056°E Cingles de Travil 1388 msnm   |           | Puig Gertell          | Modifica les dades a Wikidata |
|        | Puig Rodon           | Navès Capolat             | muntanya     |         | 42° 04′ 52″ N, 1° 41′ 18″ E / 42.08103611°N,1.68841111°E Muntanya de Taravil 1338 msnm |           | Puig Rodon (Capolat)  | Modifica les dades a Wikidata |
|        | Rocaterçana          | Castellar del Riu Capolat | muntanya     |         | 42° 06′ 57″ N, 1° 43′ 53″ E / 42.115833°N,1.7315°E Rasos de Peguera 1382 msnm          |           | Rocaterçana           | Modifica les dades a Wikidata |
|        | Sant Salvador        | Avià l'Espunyola Capolat  | muntanya     |         | 42° 03′ 41″ N, 1° 46′ 55″ E / 42.061364°N,1.781976°E 1157 msnm                         |           | Sant Salvador (Avià)  | Modifica les dades a Wikidata |
|        | Serrat de Runers     | Capolat                   | muntanya     |         | 42° 05′ 14″ N, 1° 44′ 59″ E / 42.0873°N,1.74984°E serra dels Tossals 1500 msnm         |           | Serrat de Runers      | Modifica les dades a Wikidata |
|        | Serrat de la Llosa   | Capolat                   | muntanya     |         | 42° 04′ 40″ N, 1° 45′ 54″ E / 42.07780556°N,1.76505556°E 1236 msnm                     |           | Serrat de la Llosa    | Modifica les dades a Wikidata |
|        | Serrat de les Tombes | Capolat                   | muntanya     |         | 42° 04′ 22″ N, 1° 46′ 17″ E / 42.0728°N,1.77133°E 1205 msnm                            |           | Serrat de les Tombes  | Modifica les dades a Wikidata |
|        | Tossal Pla           | Capolat                   | muntanya     |         | 42° 06′ 26″ N, 1° 42′ 33″ E / 42.10733333°N,1.70919444°E 1134 msnm                     |           | Tossal Pla            | Modifica les dades a Wikidata |
|        | Tossal de Vilella    | Capolat Navès             | muntanya     |         | 42° 05′ 29″ N, 1° 43′ 20″ E / 42.0914°N,1.72226°E 1526 msnm                            |           | Tossal de Vilella     | Modifica les dades a Wikidata |
|        | el Talaiador         | Capolat                   | muntanya     |         | 42° 04′ 13″ N, 1° 43′ 30″ E / 42.07034167°N,1.72486389°E 1323 msnm                     |           | El Talaiador          | Modifica les dades a Wikidata |
|        | els Tossals          | Capolat                   | muntanya     |         | 42° 05′ 21″ N, 1° 43′ 39″ E / 42.0892489918°N,1.72742659445°E 1525 msnm                |           | Els Tossals (Capolat) | Modifica les dades a Wikidata |

## serra
| imatge | Nom                      | Ubicat a                        | instància de | Detalls      | coordenades                                                                       | Protecció | Commons (més fotos)   | Dades a WD                    |
| ------ | ------------------------ | ------------------------------- | ------------ | ------------ | --------------------------------------------------------------------------------- | --------- | --------------------- | ----------------------------- |
|        | Serra de Queralt (Berga) | Berga Castellar del Riu Capolat | serra        |              | 42° 06′ 27″ N, 1° 49′ 38″ E / 42.107456°N,1.827121°E 1588 msnm                    |           | Serra de Queralt      | Modifica les dades a Wikidata |
|        | Serra de la Malla        | Capolat                         | serra        |              | 42° 04′ 17″ N, 1° 45′ 34″ E / 42.07138889°N,1.75941667°E 1242 msnm                |           | Serra de la Malla     | Modifica les dades a Wikidata |
|        | Serra dels Lladres       | Capolat Castellar del Riu       | serra        |              | 42° 06′ 08″ N, 1° 46′ 19″ E / 42.10227778°N,1.77208333°E 1601 msnm                |           | Serra dels Lladres    | Modifica les dades a Wikidata |
|        | serra dels Tossals       | Capolat Navès                   | serra        | Llarg: 6.9km | 42° 05′ 21″ N, 1° 44′ 17″ E / 42.089105°N,1.738031°E 1526 msnm                    |           | Serra dels Tossals    | Modifica les dades a Wikidata |
|        | serrat Gran              | Capolat                         | serra        |              | 42° 06′ 01″ N, 1° 47′ 37″ E / 42.100178°N,1.793683°E Serra dels Lladres 1512 msnm |           | Serrat Gran (Capolat) | Modifica les dades a Wikidata |

## vèrtex geodèsic
| imatge | Nom           | Ubicat a | instància de    | Detalls   | coordenades                                                        | Protecció | Commons (més fotos) | Dades a WD                    |
| ------ | ------------- | -------- | --------------- | --------- | ------------------------------------------------------------------ | --------- | ------------------- | ----------------------------- |
|        | Cap de Plans  | Capolat  | vèrtex geodèsic | Alt: 1.2m | 42° 04′ 05″ N, 1° 42′ 21″ E / 42.067918°N,1.705819°E 1385.833 msnm |           |                     | Modifica les dades a Wikidata |
|        | Els Tossals   | Capolat  | vèrtex geodèsic | Alt: 1.2m | 42° 05′ 21″ N, 1° 43′ 39″ E / 42.089256°N,1.727445°E 1524.696 msnm |           |                     | Modifica les dades a Wikidata |
|        | Sant Salvador | Capolat  | vèrtex geodèsic | Alt: 1.2m | 42° 03′ 41″ N, 1° 46′ 55″ E / 42.061375°N,1.781979°E 1157.077 msnm |           |                     | Modifica les dades a Wikidata |

## Misc
| imatge | Nom                             | Ubicat a                        | instància de                                                          | Detalls                                  | coordenades | Protecció                                  | Commons (més fotos)             | Dades a WD                    |
| ------ | ------------------------------- | ------------------------------- | --------------------------------------------------------------------- | ---------------------------------------- | --- | ------------------------------------------ | ------------------------------- | ----------------------------- |
|        | Molí de Terrers                 | Capolat                         | molí d'aigua                                                          | Estil: arquitectura popular 18th century | 42° 06′ 17″ N, 1° 43′ 52″ E / 42.1047°N,1.73118°E ca:El molí es troba al marge dret del riu Terrers, al peu del Puig de la Torre, a la Vall de Lord. Està situat en el terme de l'antiga parròquia de Sant Serni de Terrers, zona a l’extrem nord-occidental de l'actual municipi de Capolat. 934 msnm | bé integrant del patrimoni cultural català | Molí de Terrers (Capolat)       | Modifica les dades a Wikidata |
|        | Serres de Queralt i els Tossals | Berga Capolat Castellar del Riu | espai d'interès natural àrea protegida Pla d'Espais d'Interès Natural | 1992 Superfície: 2387.6788ha             | 42° 06′ 08″ N, 1° 47′ 13″ E / 42.102191°N,1.786881°E |                                            | Serres de Queralt i els Tossals | Modifica les dades a Wikidata |
|        | Túnel de la Mina                | Capolat                         | túnel                                                                 |                                          | 42° 05′ 36″ N, 1° 45′ 40″ E / 42.0932924241529°N,1.76113109530074°E |                                            |                                 | Modifica les dades a Wikidata |
|        | casa consistorial de Capolat    | Capolat                         | casa consistorial                                                     |                                          | 42° 04′ 38″ N, 1° 45′ 10″ E / 42.0772834°N,1.7527979°E |                                            |                                 | Modifica les dades a Wikidata |
|        | pantà de l'Espunyola            | Capolat                         | zona humida                                                           | 20th century Superfície: 0.81ha          | 42° 04′ 07″ N, 1° 45′ 53″ E / 42.0686°N,1.76477°E ca:Situat al sud del municipi de Capolat, prop de la frontera amb l'Espunyola. |                                            | Pantà de l'Espunyola            | Modifica les dades a Wikidata |